# Omul care a plâns
Omul care a plâns (titlu original în engleză The Man Who Cried) este un film dramatic anglo-francez din anul 2000, scris și regizat de Sally Potter, avându-i în rolurile principale pe Christina Ricci, Cate Blanchett, Johnny Depp, Harry Dean Stanton și John Turturro.
Filmul spune povestea unei tinere evreice care, după ce a fost separată de tatăl ei în Rusia sovietică, crește în Anglia. La o vârstă tânără, se mută la Paris, cu puțin înainte de începerea celui de-al Doilea Război Mondial.
Acesta este ultimul film la care a lucrat cinematograful francez Sacha Vierny.

## Sinopsis
Fegele Abramovici (Christina Ricci), o evreică rusă, este separată de tatăl ei (Oleg Yankovsky) în copilărie, în 1927. Tatăl ei a călătorit în America pentru a-și căuta averea și intenționează să le aducă pe Fegele și pe bunica ei. Înainte de a pleca, îi cântă lui Fegele „Je Crois Entendre Encore” din opera lui Bizet Pescuitorii de Perle. După ce tatăl pleacă, satul este atacat și ars într-un pogrom. Fegele scapă cu ajutorul vecinilor. După ce depășește multe obstacole, este înghesuită pe o barcă îndreptată spre Marea Britanie, cu doar o fotografie a tatălui ei și o monedă dăruită de bunica ei.
La sosire, un oficial englez îi dă numele „Susan” și o plasează cu părinții adoptivi. Elevii englezi de la școală o batjocoresc numind-o „țigancă”, dar ea încă nu înțelege limba engleză. O profesoară de la școală o ascultă cântând „Je Crois Entendre Encore” în idiș și o învață să cânte și să vorbească în engleză.
Timpul trece, iar Suzie merge la o audiție pentru o trupă de dans care voia să ajungă la Paris. Acolo, ea întâlnește o dansatoare rusă mai în vârstă pe nume Lola (Cate Blanchett), iar acestea împart un apartament ca prietene. La o petrecere oficială, ambele femei dansează alături de un călăreț misterios, Cesar (Johnny Depp), un rom de care Suzie este atrasă. După spectacolul lor de afară, aud un tenor în cântând „Je Crois Entendre Encore”. Vocea îi aparține lui Dante (John Turturro), un cântăreț italian de operă care îi atrage imediat atenția Lolei. Lola se dă bine pe lângă el și se îndrăgostește de farmecele sale, ademenită de bogăția și succesul lui. Dante, Lola, Suzie și Cesar lucrează pentru o companie de operă regizată de Felix Perlman (Harry Dean Stanton). Dante este un adept serios al lui Mussolini. Acest lucru îl înstrăinează de Suzie chiar și atunci când devine iubitul Lolei. Între timp, Cesar o prezintă pe Suzie „familiei” sale (în esență întregul său trib), iar se îndrăgostesc unul de celălalt.
Într-o zi, Dante răsfoiește lucrurile lui Suzie în apartament și deduce originea sa evreiască după ce găsește fotografia tatălui ei. O vecină evreică în vârstă de la parter, Madame Goldstein (Miriam Karlin), știe, de asemenea, că Suzie este evreică și o avertizează cu privire la pericolele de la orizont când germanii invadează Polonia. Anul următor, în timp ce germanii invadează Franța și se apropie de Paris, începe un exod al evreilor și al altor oameni amenințați de nazism. Mulțimile pentru spectacolul de operă scad și, în cele din urmă, singurii membri ai distribuției rămase sunt Dante și Suzie. Când Dante încearcă să o seducă pe Suzie, ea îl respinge. El o lovește din cauza originii sale și relației cu Cesar, pe a cărui origine de asemenea o disprețuiește. Perlman vine în apărarea ei și îi amintește lui Dante că, în calitate de italian la Paris la acea vreme, în cazul în care Mussolini s-ar alinia la naziști, poziția lui Dante la Paris ar fi precară. Perlman închide spectacolul, iar naziștii intră în Paris a doua zi dimineață.
Dante se întoarce cu reticență la rolul său anterior de menestrel. După o altă respingere din partea lui Suzie, Dante îi dezvăluie unui ofițer german că Suzie este evreică. Lola aude asta și o informează pe Suzie că este în pericol și că trebuie să părăsească Parisul. Lola decide, de asemenea, să-l părăsească pe Dante și cumpără bilete pentru Suzie și pentru ea pe un transatlantic îndreptat spre America. În aceeași noapte a petrecerii, naziștii atacă satul romani și ucid un copil. Când Cesar sosește la apartamentul ei pentru a-și lua rămas bun, Suzie își exprimă dorința de a rămâne și de a-l ajuta pe Cesar să lupte împotriva naziștilor pentru familia sa, dar el îi spune că trebuie să fugă și să-și găsească tatăl. Petrec o ultimă seară romantică împreună.
Suzie își caută tatăl și descoperă că și-a schimbat numele, a renunțat la cântat și s-a mutat spre vest după ce a aflat despre atacul asupra satului său natal,  presupunând că toți membrii familiei sale au fost uciși. Suzie merge la Hollywood, unde tatăl ei era șef de studio și descoperă că are o nouă familie și că este pe moarte. Ea merge la spital, trece pe lângă noua lui soție și copiii care așteaptă în fața ușii camerei sale și se reîntâlnește cu tatăl ei. El o recunoaște și este bucuros să o revadă. Ea se așează pe marginea patului și îi cântă „Je Crois Entendre Encore” în idiș în timp ce lacrimile îi curg pe față.

## Distribuție
- Christina Ricci ca Suzie
- Oleg Yankovsky ca Tată
- Claudia Lander-Duke ca Tânăra Suzie
- Cate Blanchett ca Lola
- Miriam Karlin ca Madame Goldstein
- Johnny Depp ca Cesar
- Harry Dean Stanton ca Felix Perlman
- John Turturro ca Dante Dominio
- Josh Bradford ca extra

Vocile cântătoare pentru personajele lui Dante și Suzie au fost furnizate de Salvatore Licitra și Iva Bittova.

## Lansare
Filmul a fost prezentat pentru prima dată la Festivalul de Film de la Veneția pe 2 septembrie 2000. Filmul a fost proiectat la Festivalul Internațional de Film BFI de la Londra, Festivalul de film Mar del Plata (Argentina), Festivalul Internațional de Film din Tokyo și Festivalul Internațional de Film din Reykjavik (Islanda), printre altele.

## Recepție
Filmul a primit recenzii mixte spre negative, obținând un rating de 35% la  Rotten Tomatoes.